# Parnassius honrathi
Parnassius honrathi är en fjärilsart som beskrevs av Otto Staudinger 1882. Parnassius honrathi ingår i släktet Parnassius och familjen riddarfjärilar. Inga underarter finns listade i Catalogue of Life.